# Weldenia
Weldenia là một chi thực vật có hoa trong họ Commelinaceae.